# Gazelle (Califòrnia)
Gazelle és una població dels Estats Units a l'estat de Califòrnia. Segons el cens del 2009 tenia 134 habitants.

## Demografia
Segons el cens del 2000, Gazelle tenia 136 habitants, 57 habitatges, i 38 famílies. La densitat de població era de 87,5 habitants/km².
Dels 57 habitatges en un 24,6% hi vivien nens de menys de 18 anys, en un 49,1% hi vivien parelles casades, en un 10,5% dones solteres, i en un 31,6% no eren unitats familiars. En el 24,6% dels habitatges hi vivien persones soles el 10,5% de les quals corresponia a persones de 65 anys o més que vivien soles. El nombre mitjà de persones vivint en cada habitatge era de 2,39 i el nombre mitjà de persones que vivien en cada família era de 2,77.
Per edats la població es repartia de la següent manera: un 21,3% tenia menys de 18 anys, un 6,6% entre 18 i 24, un 27,9% entre 25 i 44, un 23,5% de 45 a 60 i un 20,6% 65 anys o més.
L'edat mediana era de 42 anys. Per cada 100 dones de 18 o més anys hi havia 101,9 homes.
La renda mediana per habitatge era de 30.625 $ i la renda mediana per família de 31.042 $. Els homes tenien una renda mediana de 36.250 $ mentre que les dones 21.250 $. La renda per capita de la població era de 12.194 $. Entorn del 28,2% de les famílies i el 28,6% de la població estaven per davall del llindar de pobresa.

## Poblacions més properes
El següent diagrama mostra les poblacions més properes.